# Go Home and Practice
Go Home and Practice je drugi studijski album slovenske punk skupine Elvis Jackson, ki je bil izdan pri založbi Rock 'n' Roll Records leta 2000. 13. decembra 2000 je potekala uradna predstavitev albuma v ljubljanskem Orto baru.

## Seznam pesmi
Vso glasbo je napisala skupina Elvis Jackson, vsa besedila pa David Kovšca.
1. »Dreams« – 2:16
2. »Trigger« – 2:15
3. »My Beer« – 1:51
4. »Hawaiian Club« – 3:30
5. »Gancid – Unusual Conversations« – 1:48
6. »Morning« – 4:14
7. »Be Yourself« – 2:18
8. »Market Sweets« – 3:21
9. »Smoke the Herb« – 1:02
10. »Happy Metal Song« – 2:47
11. »Monstrumental« – 1:54
12. »You're the Face« – 3:03
13. »Johnny« – 2:51
14. »Smile No Problem« – 2:39
15. »Eyes Can Hear« – 2:13
16. »Lies Before Reality« – 3:40
17. »Srow fižow« – 1:33
18. »Presentation« – 1:54

Bonus pesmi
1. »Terrible Night« – 3:46
2. »Ni več poti nazaj« – 2:15
3. »Wada« – 2:36

## Zasedba
| Elvis Jackson - David Kovšca – Buda — vokal - Boštjan Beltram – Berto — kitara, spremljevalni vokal - Erik Makuc – Slavc — bas kitara | Ostali - Jure Engels — oblikovanje naslovnice - Janez Križaj — mastering (v Studiu Metro) |